# Xestocephalus coronatus
Xestocephalus coronatus är en insektsart som beskrevs av Henry Fairfield Osborn och Ball 1897. Xestocephalus coronatus ingår i släktet Xestocephalus och familjen dvärgstritar. Inga underarter finns listade i Catalogue of Life.